# Il generale Johnson che salva un ufficiale francese ferito
Il generale Johnson mentre salva un ufficiale francese ferito da un tomahawk di un indiano del Nord America è un dipinto di Benjamin West, completato tra il 1764 ed il 1768. Raffigura una scena osservata da un nativo della Pennsylvania subito dopo quanto raffigurato nell'opera. Appartiene alla collezione del Derby Museum and Art Gallery.

## Descrizione
Il dipinto è importante in quanto si tratta di una visione contemporanea che mostra tutte e tre le potenze in gioco durante la guerra franco-indiana  (che potrebbe essere chiamata più correttamente "guerra anglo-franco-indiana" ). Esso raffigura il generale Sir William Johnson impedire ad un guerriero indiano di prendere lo scalpo del barone Jean Erdman von Dieskau , un soldato francese ferito e sconfitto, che giace a terra .
Questo dipinto ha buoni dettagli della figura dell'indiano, ed il suo scalpo ed i tatuaggi vengono raffigurati in modo più dettagliato rispetto alle uniformi europee. West era noto per avere posseduto una collezione di manufatti del Nord America che ha impiegato nei suoi dipinti .
Benjamin West era uno dei primi pittori americani. Egli affermò di avere ricevuto i rudimenti della pittura da un amico d'infanzia indiano che gli mostrò come potesse dipingere miscelando argilla al grasso d'orso. Probabilmente iniziò il dipinto poco dopo il suo arrivo a Londra, nel 1763, quando era tornato dall'Italia dove aveva trascorso tre anni. Proprio come con il precedente La famiglia indiana, un dipinto di circa il 1761, qui dimostra la stessa volontà di illustrare "i giusti vestiti ed equipaggiamento".  Inoltre fornisce una delle due immagini note contemporanee della fanteria leggera britannica nel periodo delle guerre indiane.  Mentre nella pittura italiana l'accuratezza e l'autenticità avevano lo scopo di dare una rappresentazione generica della vita indiana, qui principia un nuovo modo di utilizzare l'arte, quello di lasciare un resoconto di un recente evento storico .
Anche se l'oggetto e alcuni "dettagli fisici e simbolici" possono essere trovati più strettamente legati alla battaglia di Fort Niagara (1759) , il dipinto è generalmente ritenuto ritrarre un incidente accaduto durante la campagna del 1755. Presso il lago George erano schierati i francesi comandati dal barone Jean Erdman von Dieskau, con i loro alleati indiani, e una truppa mista composta da Mohawk e milizia del New England, guidata da Johnson. Dopo aver respinto un attacco contro il loro campo, gli inglesi ed i loro ausiliari prese il sopravvento: Dieskau, ferito tre volte, ebbe la vita salva da Johnson, che lo protesse dalla vendetta dei Mohawk per i loro parenti uccisi.  Egli così sopravvisse e fu tenuto prigioniero a New York, poi a Londra, ed infine a Bath dove venne curato per una ferita ancora non cicatrizzate. Alla fine della Guerra dei sette anni nel 1763 fu rimpatriato in Francia, dove morì nel 1767.
West ritornò sul tema della guerra americana con il suo La morte del generale Wolfe esposto nel 1771, opera molto più grande che consolidò la sua reputazione ma creò scalpore, per l'uso di vestiti contemporanei.

## Contesto storico
Mostrando Johnson frenare le azioni aggressive di un ausiliario, il dipinto promuove gli standard "civilizzati" basati sull'onore e sulle leggi guerresche non scritte di matrice europea, in contrasto con la ferocia di "selvaggi". Il quadro è collegato alle preoccupazioni e ai dibattiti che l'impiego di alleati indiani suscitò tra gli europei per tutto il conflitto in Nord America . L'atto di umanità di Johnson contrasta con la sua reputazione, dal momento che l'uomo era chiamato “Il selvaggio bianco” per il suo generale atteggiamento .
All'inizio della guerra franco-indiana, il giovane George Washington disse di aver lasciato che il capo indiano Tanaghrisson sigillasse la loro alleanza fracassando il cranio di Joseph Coulon de Villiers, un ufficiale francese morto, per poi lavarsi le mani del cervello dell'uomo. La vicenda di Jumonville fece scandalo in Europa, dove accelerò l'espansione della Guerra dei sette anni .
Le stesse domande durarono ancora ai tempi della Rivoluzione americana. Nel 1777, entrambe le Camere del Parlamento britannico dibatterono circa l'uso degli ausiliari indiani. Il discorso di William Pitt il Vecchio alla Camera dei Lord (20 novembre), che denuncia atti di violenza perpetrati contro "innocenti" e la pratica del cannibalismo, è indicativo di ritrosie che sembrano essere state largamente condivise.